# جوزپه روس
جوزپه روس (انگلیسی: Giuseppe Ros؛ زادهٔ ۲۲ september ۱۹۴۲ (۸۲ سال)) بوکسور اهل ایتالیا است.